# William Atkinson & Sons
William Atkinson & Sons war ein britischer Hersteller von Automobilen.

## Unternehmensgeschichte
Das Unternehmen aus Lancaster begann 1902 mit der Produktion von Automobilen. Der Markenname lautete John O’Gaunt, benannt nach John of Gaunt, Duke of Lancaster. 1904 endete die Produktion. Eine andere Quelle gibt den Bauzeitraum mit 1901 bis 1904 an. Insgesamt entstanden zwölf Fahrzeuge.

## Fahrzeuge
Im Angebot standen Kleinwagen. Ein Einzylindermotor trieb die Fahrzeuge an. Eine Quelle nennt Motoren mit 4 PS und 6 PS Leistung unbekannter Herkunft, eine andere einen 4-PS-Motor von Aster. Zur Wahl standen zwei- und viersitzige Karosserien, letztere als Tonneau.